# Renault 18

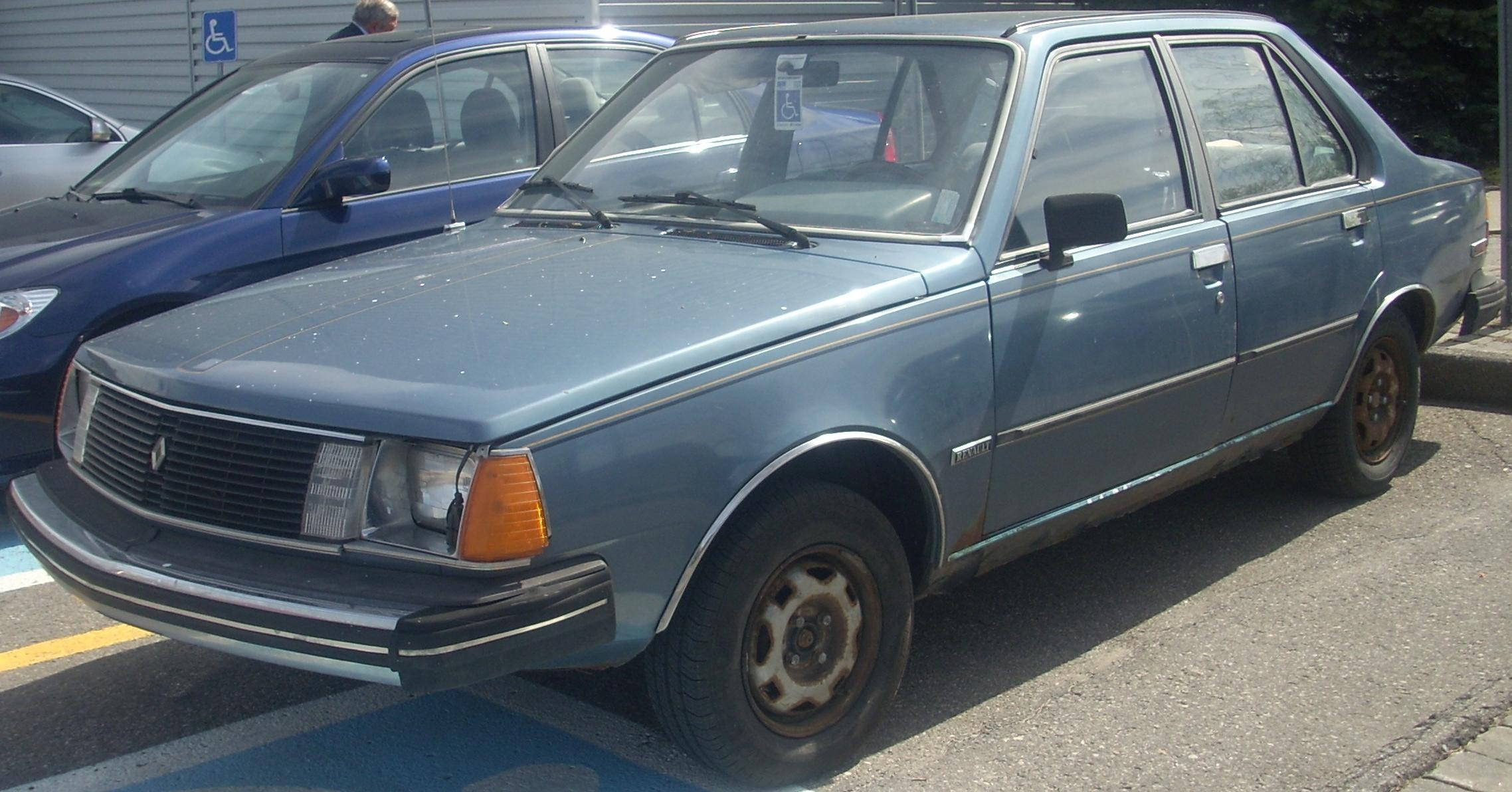
Renault 18

Renault 18 je automobil střední třídy, který vyráběla francouzská automobilka Renault v letech 1978 až 1993, přičemž produkce pro evropské trhy byla ukončena již v roce 1986.
Byl určen jako náhrada modelu Renault 12, který se vyráběl od roku 1969, přestože se nakonec vyráběl až do roku 1980. Na rozdíl od R12, R18 byl navržen poměrně rychle. Doba od jeho první koncepce po jeho uvedení byla pouhých osmnáct měsíců. Přestože byly různé snahy Renaultu proniknout na mezinárodní trhy s modelem 12, až Renault 18 bylo první skutečné „světové auto“, odtud slogan Meeting International Requirements.
Kromě Francie se vyráběl také v Argentině, Austrálii, Kolumbii, Pobřeží slonoviny, Mexiku, Maroku, Španělsku, Uruguayi a Venezuele, s montážní linkou ve Slovinsku. Prodával se v Alžírsku, Rakousku, Kanadě, Chile, Chorvatsku, na Kypru, ve Finsku, Německu, Řecku, Indonésii, Irsku, Itálii, Japonsku, Jordánsku, Libanonu, Mauritánii, Novém Zélandu, Norsku, Portugalsku, Senegalu, Švédsku, Sýrii, Spojeném království, Spojených státech, Thajsku, Turecku a Zimbabwe.